# Newark Portuguese
O Newark Portuguese foi um clube americano de futebol  com sede em Newark, New Jersey, membro da American Soccer League. O clube existe desde 1922 e comprou a franquia Kearny Celtic após a temporada 1950/51. O clube ganhou a Lewis Cup em 1953.
O Ironbound de Newark, ou Little Portugal, e as cidades de West Hudson ao longo do rio Passaic, Harrison e Kearny, têm um futebol antigo e de longa tradição.  

## Estatísticas

### Participações
|  | Participações em 2020 |

| Competição     | Competição             | Temporadas | Melhor campanha           | Estreia | Última  | P | R |
| Estados Unidos | American Soccer League | 16         | Vice-campeão (três vezes) | 1951/52 | 1967/68 |   | – |